# Eucalyptus rugulata
Eucalyptus rugulata är en myrtenväxtart som beskrevs av Nicolle. Eucalyptus rugulata ingår i släktet Eucalyptus och familjen myrtenväxter. Inga underarter finns listade i Catalogue of Life.